# Gotō Chūgai
Pour les articles homonymes, voir Goto.
Dans ce nom, le nom de famille, Gotō, précède le nom personnel.
Gotō Chūgai (後藤 宙外, 23 décembre 1866 – 12 juin 1938) est le nom de plume de Gotō Toranosuke, essayiste, romancier et critique littéraire japonais, actif de la fin de l'ère Meiji au début de l'ère Shōwa.

## Biographie
Né dans le district rural de Senboku de la préfecture d'Akita, Gotō est diplômé du Tokyo Semmon Gakko (actuelle université Waseda). À partir de 1900, il est rédacteur du magazine littéraire Shishosetsu (« Nouvelle fiction »). Parmi les écrivains qui ont contribué à la revue sous sa direction on compte Hirotsu Ryurō, Kyōka Izumi, Tōson Shimazaki, Natsume Sōseki et Nagai Kafū. Il critique vivement le mouvement naturaliste qui commence à devenir populaire à cette époque. Son œuvre comprend un roman, Funikudan (1899), et une collection d'essais, Hi shizen shugi (1908).

## Source de la traduction
- (en) Cet article est partiellement ou en totalité issu de l’article de Wikipédia en anglais intitulé « Gotō Chūgai » (voir la liste des auteurs).